# Огаревичи
Огаре́вичи (бел. Агарэ́вічы) — агрогородок в Ганцевичском районе Брестской области Белоруссии. Административный центр Огаревичского сельсовета. Население — 883 человека (2019).

## География
Огаревичи находятся в 7 км к востоку от Ганцевичей и в 6 км к югу от границы с Минской областью. Местность принадлежит бассейну Днепра, рядом с деревней сеть ручьёв и мелиорационных каналов со стоком в реку Цна. Через Огаревичи проходит автодорога Р13 (Ганцевичи — Клецк), местные дороги ведут в Красыничи и Большие Круговичи. Ближайшая ж/д станция — в Ганцевичах (линия Барановичи — Лунинец).

## История
На основе археологических раскопок на территории деревень Огаревичи, Крышаловичи и Денисковичи было выяснено, что полесский край был заселён ещё в 4-5 тысячелетиях до н.э.
Огаревичи упоминаются в 1697 году в инвентарных записях как шляхетское имение в Берестейском воеводстве Великого княжества Литовского, вплоть до середины XIX века принадлежало роду Свержинских, с середины XIX века по 1939 год Огаревичами владели представители рода Опацких.
После второго раздела Речи Посполитой (1793) в составе Российской империи, в Слуцком уезде Минской губернии.
В первой половине XIX века Свержинские выстроили в Огаревичах дворянскую усадьбу и заложили пейзажный парк. В начале XX века Опацкие достроили усадьбу.
Согласно Рижскому мирному договору (1921) деревня вошла в состав межвоенной Польши, где принадлежала Лунинецкому повету Полесского воеводства. С 1939 года в составе БССР.
В 90-е годы XX века усадебный дом переоборудован в гостиницу-дом отдыха. Неудачная реконструкция ансамбля привела к тому, что он в значительной мере потерял усадебные черты.
31 марта 2023 года усадебный дом был продан на очередном аукционе за 15 651 рубль. Новая владелица занимается восстановлением усадьбы.

## Спорт
Активно развивается конный спорт.

## Достопримечательности
- Бывшая усадьба Свержинских-Опацких.  Деревянный усадебный дом XIX века, перестроен в начале XX века. Помимо главного дома хорошо сохранилась кирпичная хозпостройка и фрагменты парка —  Историко-культурная ценность Республики Беларусь, шифр 113Г000160. Фамильные захоронения Свежинских расположены недалеко в д. Староселье Пинского района.
- Курганный могильник. Находится в трёх километрах к востоку от деревни, в урочище Юлино. Могильник датируется XI веком, принадлежал дреговичам[8].

Усадьба и могильник включены в Государственный список историко-культурных ценностей Республики Беларусь.
- Свято-Владимирская церковь

### Памятник, скульптура
- Памятник В. И. Ленину
- Памятник советским воинам и партизанам
- Мемориальная доска Николаю Александровичу Крысюку на здании средней школы

## Галерея
- Свято-Владимирская церковь
- Хозпостройка

## Известные лица
- Николай Александрович Крысюк (1965-1986 гг.) — Кавалер Ордена Красной Звезды